# Junk (chanson)
Pistes inédites de Anthology 3
A Beginning Not Guilty
Pistes de McCartney
Hot as Sun/Glasses Man We Was Lonely
Junk est une chanson de Paul McCartney parue en 1970 sur son album McCartney. Enregistrée par son compositeur jouant seul de tous les instruments, il s'agit d'une chanson aux tonalités folk qui est considérée comme un des temps forts de l'album.

## Historique
Elle a été à l'origine composée durant le séjour des Beatles en Inde en 1968 et subséquemment enregistrée dans le manoir Kinfauns de George Harrison à Esher. Cette maquette est publiée avec la réédition du cinquantième anniversaire de l'« Album blanc ».  Elle est travaillée en 1969 par McCartney qui espère l'intégrer sur l'album Abbey Road. Il n'en est rien finalement, mais une version démo a été publiée en 1996 sur l'album Anthology 3.
Une version instrumentale de la chanson, titrée Singalong Junk est aussi publiée sur l'album McCartney et paraît sur Unplugged (The Official Bootleg) en 1991. Junk sera reprise aussi sur son album de musique classique Working Classical.

## Albums avec la chanson Junk
- 1970 : McCartney de Paul McCartney
- 1991 : Unplugged (The Official Bootleg) de Paul McCartney
- 1996 : Anthology 3 des Beatles
- 1999 : Working Classical de Paul McCartney

## Personnel
Junk
- Paul McCartney – chant, guitare acoustique, basse, xylophone, batterie
- Linda McCartney – chœurs

Singalong Junk
- Paul McCartney – guitare acoustique

## Reprises
- 1970 : Chet Atkins : Pickin' My Way
- 1971 : Roger Miller : Love Story
- 1971 : John Denver : Poems, Prayers, and Promises
- 2014 : The Art of McCartney : Junk par Jeff Lynne
- 2015 : Brad Mehldau : 10 Years Solo Live

## Apparitions dans les médias
- Singalong Junk a été incluse dans la bande originale du film Hanging Up (2000).
- Une version instrumentale a été incluse dans le film français Ma femme est une actrice (2001).
- Singalong Junk apparait dans la bande originale de Jerry Maguire.
- Apparait également dans l'épisode d'ouverture de la saison 3 de Parenthood.